# Seznam skupin astronautů NASA podle roku výběru
Tento seznam shrnuje údaje o jednotlivých skupinách astronautů americké vesmírné agentury NASA, které tvoří oddíl astronautů NASA. Celkem 360 členů skupin bylo vybráno ve 23 již uzavřených výběrových kolech mezi lety 1959 a 2021. V současnosti konaný 24. výběr je v etapě vyhodnocování došlých přihlášek, jména členů nové skupiny by měla být známa na podzim 2025.

## Seznam skupin
| #  | rok výběru | pojmenování          | počet členů |  | #  | rok výběru       | pojmenování             | počet členů |
| -- | ---------- | -------------------- | ----------- |  | -- | ---------------- | ----------------------- | ----------- |
| 1  | 1959       | The Mercury Seven    | 7           |  | 13 | 1990             | The Hairballs           | 23          |
| 2  | 1962       | The New Nine         | 9           |  | 14 | 1992             | The Hogs                | 19 (+ 5)    |
| 3  | 1963       | The Fourteen         | 14          |  | 15 | 1994             | The Flying Escargot     | 19 (+ 4)    |
| 4  | 1965       | The Scientists       | 6           |  | 16 | 1996             | The Sardines            | 35 (+ 9)    |
| 5  | 1966       | The Original 19      | 19          |  | 17 | 1998             | The Penguins            | 25 (+ 7)    |
| 6  | 1967       | The Excess Eleven    | 11          |  | 18 | 2000             | The Bugs                | 17          |
| 7  | 1969       | —                    | 7           |  | 19 | 2004             | The Peacocks            | 11 (+ 3)    |
| 8  | 1978       | Thirty-Five New Guys | 35          |  | 20 | 2009             | The Chumps              | 9 (+ 5)     |
| 9  | 1980       | 19+80                | 19 (+ 2)    |  | 21 | 2013             | The 8-Balls             | 8           |
| 10 | 1984       | The Maggots          | 17          |  | 22 | 2017             | The Turtles             | 12 (+ 2)    |
| 11 | 1985       | —                    | 13          |  | 23 | 2021             | The Flies               | 10 (+ 2)    |
| 12 | 1987       | The GAFFers          | 15          |  | 24 | 2025 (plánováno) | (zatím bez pojmenování) |             |

V závorkách za počtem členů skupiny je uveden počet zahraničních astronautů ze spolupracujících kosmických agentur, kterým NASA poskytla základní výcvik společně se svými astronauty.